# 八鄉古廟

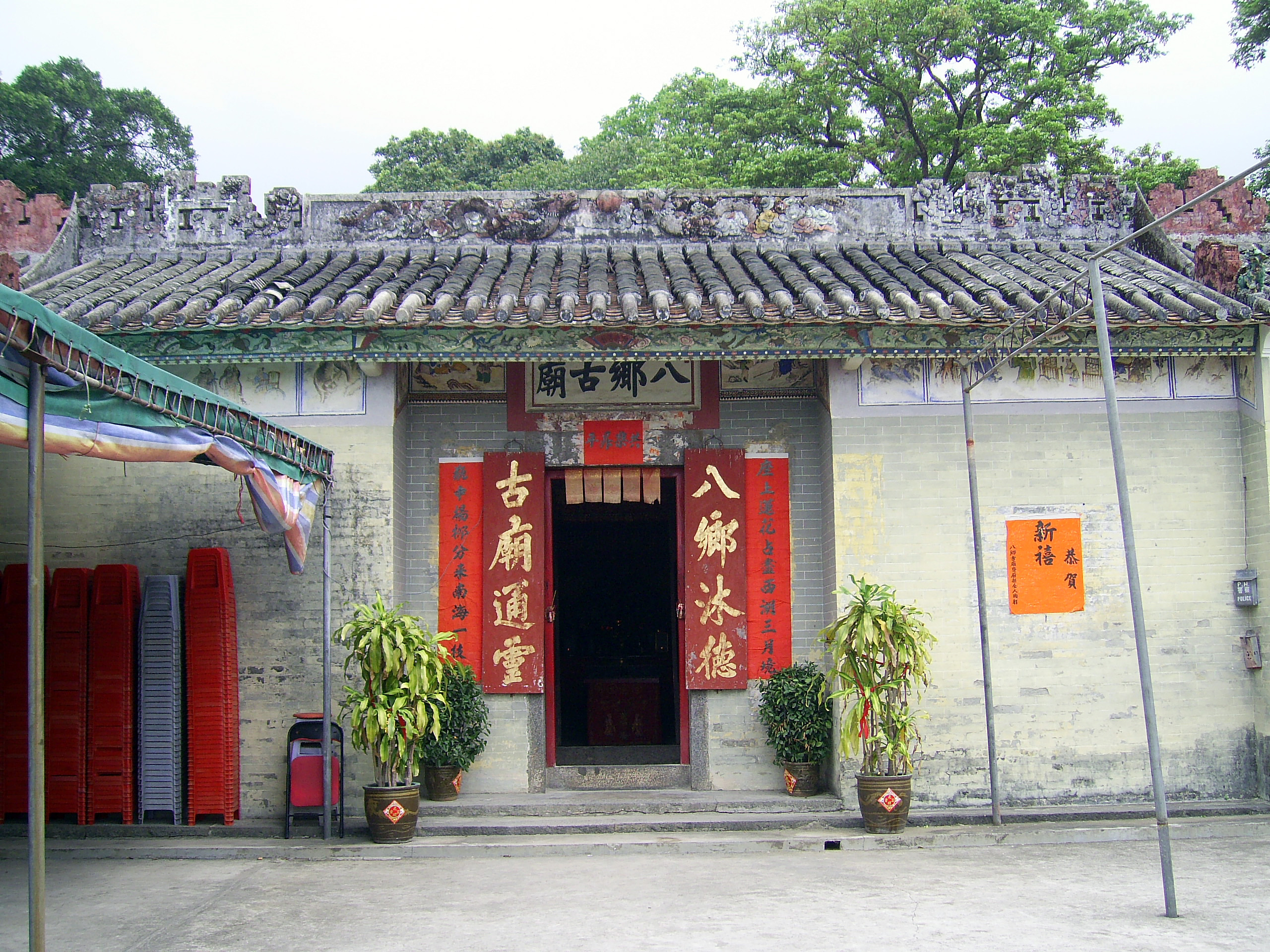
八鄉古廟

八鄉古廟是香港新界八鄉上村的一所古廟，現為香港二級歷史建築。八鄉古廟是同益堂的產業，按傳統在每年的秋分日、觀音誕會分別舉行齋宴及盆宴。

## 歷史
八鄉古廟建於清朝乾隆28年（1763年），並曾於咸豐11年（1861年）、光緒13年（1887年）、1963年及1987年重修。在2012年曾失火再重修。在香港日治時期，這兒曾是一個抗日的基地。
1898年英國接管新界時，新界居民群起反抗與英軍發生激烈的衝突，新界六日戰展開，其中石頭圍之戰令村民傷亡慘重。後來村民投降，抗英六日戰爭結束。因此，八鄉古廟對保鄉衞族壯烈犧牲的烈士悼念為村捐軀。

## 結構
八鄉古廟共有四個大殿：左殿是侯王殿、華光殿；正殿是觀音殿；右殿是天后殿。古廟右側是烈士祠，為悼念歷來為八鄉犧牲的烈士。另外，現還加有關公殿，佛光像及斗姥元君像。
元朗八鄉古廟有一株古樹屬筆管榕年過百歲，胸徑130厘米，是香港同屬樹中之最。